# Susinkwan Chaui Moo Do
El Susinkwan Chaui Moo Do es un arte marcial desarrollado en Ecuador y de origen coreano. Sus términos pueden traducirse como Escuela de Ética e Inteligencia. Los ideogramas con los cuales se identifica son los mismos del Hapkido, porque es una expresión evolutiva de este sistema.
Este arte marcial tiene su origen en el Hapkido moderno, pero incorpora otros elementos que le otorgan identidad, debido a su concepción basado en el raciocinio, su filosofía humanística, y su visión marcial globalizada.
En el año de 1970, llega a Sudamérica el Hapkido, e inicialmente aparece en Ecuador gracias a los emigrantes Coreanos, que se propusieron difundir este sistema.
El susinkwan 윤리 지능 학교 Kido Chauio Moo Do, fue desarrollado por el Magíster José Vicente Becerra (1998), quién integra artes marciales y desarrollo del pensamiento, produciendo un sistema híbrido basado en la fusión del Hapkido, Kuk Sool, Kumdo, Tae Kwon do, Sipalgui, Judo, aikijujitsu y desarrollo del pensamiento (intuición y percepción) psicología.
El Maestro Becerra 비센테 블록, nació en Caracas Venezuela (1957), hoy domiciliado en Manta Ecuador, y dedicado profesionalmente a la educación de nivel medio y universitario desde hace 30 años, ha obtenido reconocimientos por su labor pedagógica incluso del congreso nacional de este país.
Apasionado y practicante de las artes marciales con más de 41 años de experiencia, es presidente de la International Susinkwan Kido chauio Moo Do Association, y miembro de la World Kido Federation y la Hanminjok Hapkido Association de Corea, es alumno del Grand Master In Sun Seo, 10 Dan.

## Técnicas
Debido a la visión globalizada el Susinkwan, aun sigue evolucionando, modificándose y adaptándose a las necesidades de la época, para ser eficiente en el combate físico y mental.
Para contrarrestar el ataque físico, utiliza patadas, golpes de mano, llaves, proyecciones, controles, armas, presión en tendones,articulaciones y nervios. Para el caso del combate mental, desarrolla la intuición y la percepción.
La energía y poder de sus técnicas las genera a través de acciones donde se descarte la utilización de la fuerza, aprovechando principalmente la biomecánica, a través de los movimientos centrífugos, centrípetos, además adopta varias propuestas para ponderar la fuerza, como la expansión del tórax, la presión mandibular, y la tensión dinámica.

## Principios
- El principio del Won (círculo).
- El principio del Yu (fluidez).
- El principio del Hwa (armonía).
- El principio de la imaginación (pensamiento).

## Entrenamiento
El entrenamiento del Susinkwan se realiza en el dojang (área de trabajo). La jerarquía de los alumnos en el dojang se hace en función de la experiencia y su grado. A diferencia de otros sistemas orientales, en su saludo no se permite la postración hacia ninguna persona u objeto, ni bajar la mirada.
Una sesión de entrenamiento básica consta generalmente de 2 horas de actividad, dividiéndose en 20 minutos para el calentamiento, ejercicios intensivos de estiramientos pasivos y activos, ejercicios de respiración, Tang jhon, y 100 minutos, dedicados para las prácticas individuales y en parejas de las diversas técnicas marciales.
Al igual que en el hapkido, en el susinkwan la fuerza no es un requisito; la condición física se sugiere que se entrena aparte.
La organización Susinkwan Kido, tiene presencia en 7 países del mundo y en dos continentes.